# Логдуз
Ло́гдуз — деревня в Бабушкинском муниципальном районе Вологодской области (Россия). Входит в состав Подболотного сельского поселения, до 2015 года административный центр упразднённого Логдузского сельского поселения.

## География

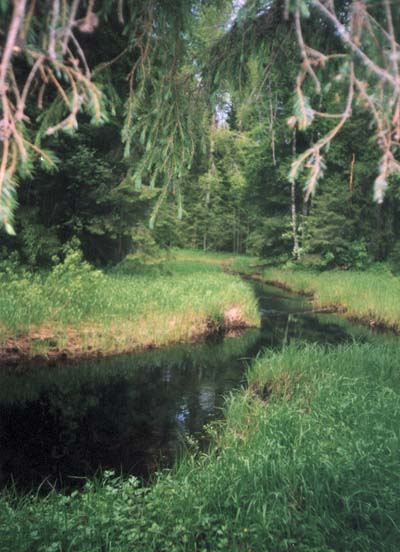
р. Пурсонга

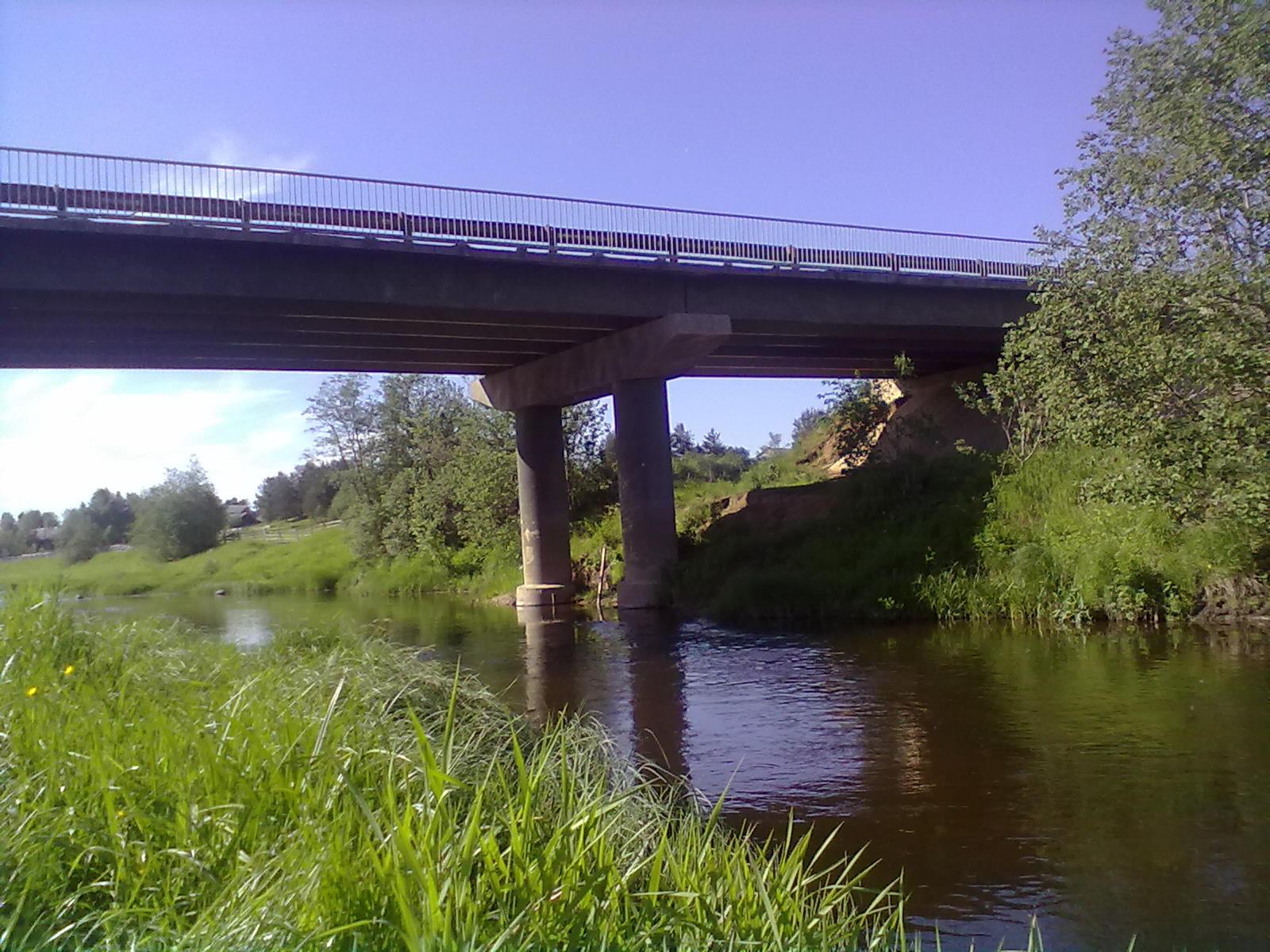
р. Шарженьга

Деревня расположена в 350 км от Вологды, в 115 км от районного центра — села имени Бабушкина и в 14 км. от автодороги Р7 (Чекшино — Тотьма — Никольск) на реке Шарженьга. Логдуз окружают также такие реки как: Логдуз, Кеут, Суздарь, Чёрная, Огибёшка, Кабачок, Каменка и другие.
Деревня, расположенная среди тайги, известна своими ягодными (клюква, черника, морошка, брусника, малина, земляника) и грибными (груздь белый, рыжик, белый гриб и др.) местами (заказник Михалёво), возможностями для охоты и рыбалки (р. Пурсонга).
Деревня с запада, севера и востока окружена болотами, такими как Огибное (с севера), Великое (с северо-запада), Логдузское (с запада), Кибринское (с севера), Михалёво (с северо-востока) и другими.

## Население
По переписи 2010 года население — 241 человек (127 мужчин, 114 женщин). Преобладающая национальность — русские (99 %).
Основная занятость населения: лесозаготовка и деревообработка, сфера обслуживания, натуральное хозяйство, сбор ягод и грибов, бортничество.

## Культура

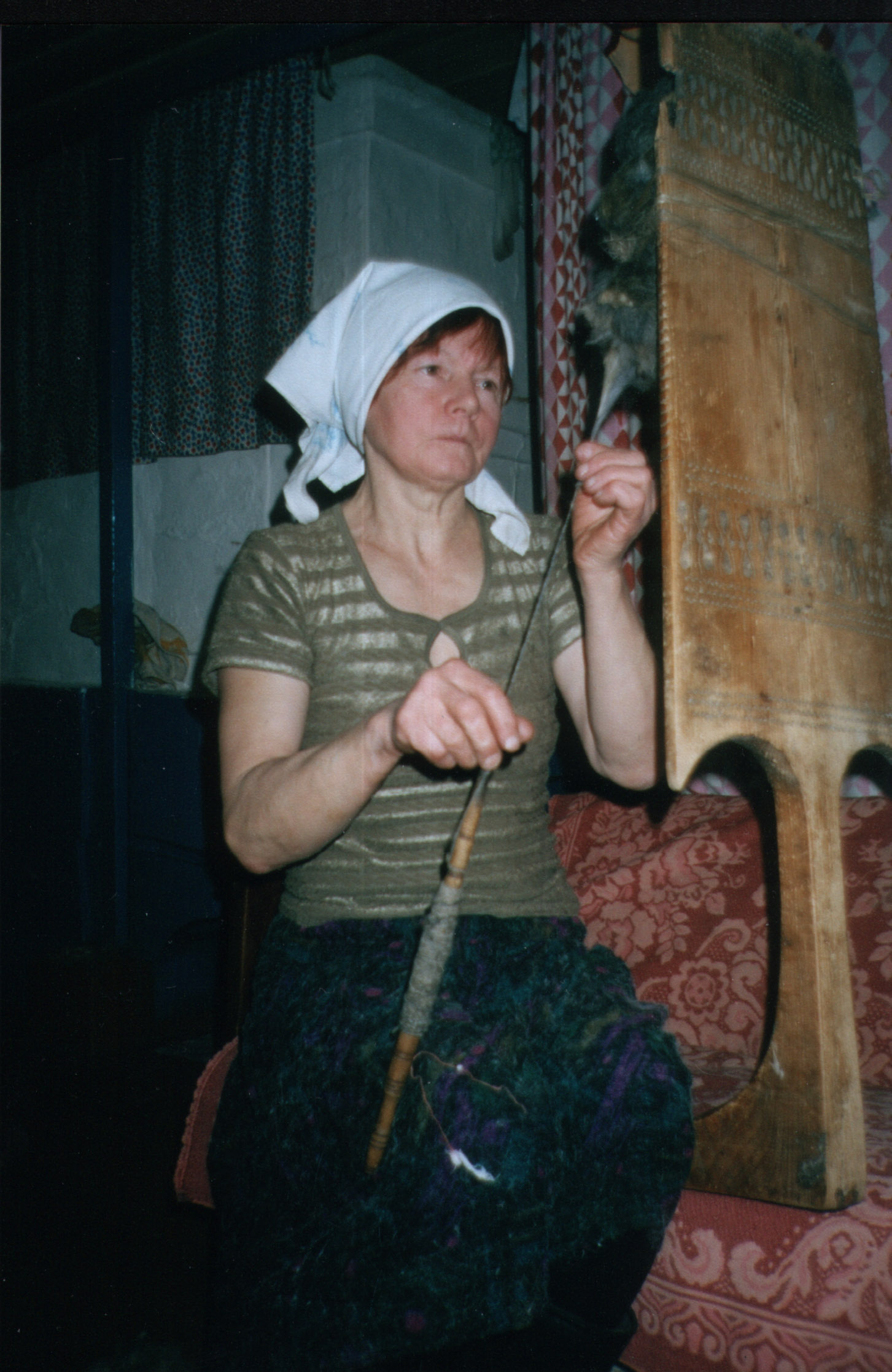
За прялкой. Быстрова Г.В. 2005г.

На территории деревни имеется Логдузская основная общеобразовательная школа (около 30 учеников), деревянная Церковь святых бессребреников Косьмы и Дамиана (1880 год), клуб, медпункт.
Главные деревенские праздники: «Заговенская», День святых Космы и Дамиана (14 ноября), Троица, «Октябрьские» (Октябрьская революция 1917 года), у молодёжи популярно «Заваливание» (часть традиции святочных гуляний) в канун Рождества (на Коляду) и до крещенского освящения воды.
Среди жителей сохраняются многие промысловые традиции: пивоварение, валяние валенок, резьба по дереву, ткачество, маслоделие, вязание крючком и на спицах, корзиноплетение.
При Логдузском СДК создан фольклорный коллектив «Хуторянки», который сохраняет народные традиции своего края, принимает активное участие в районных, областных и всероссийских мероприятиях. Были участниками программы «Играй гармонь» имени Г. Заволокина.
У жителей Логдуза бытует легенда: на Великом болоте лежат останки деревянного судна («ладья с золотом»).

## Промышленность
24 октября 2013 года был введён в эксплуатацию деревообрабатывающий комплекс по производству погонажных изделий: вагонки, блокхауса, плинтуса, наличников.

## Галерея

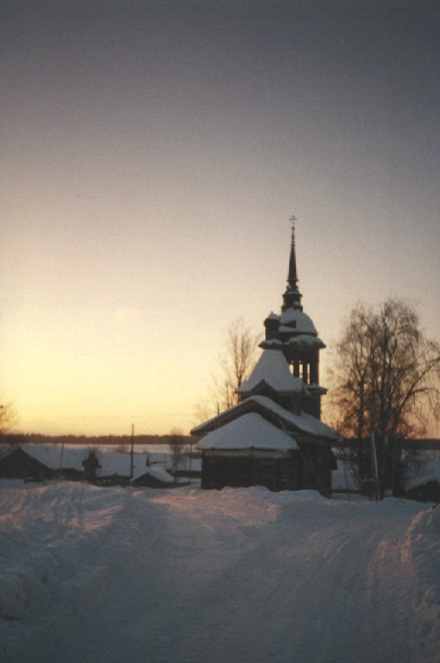
Церковь Космы и Дамиана
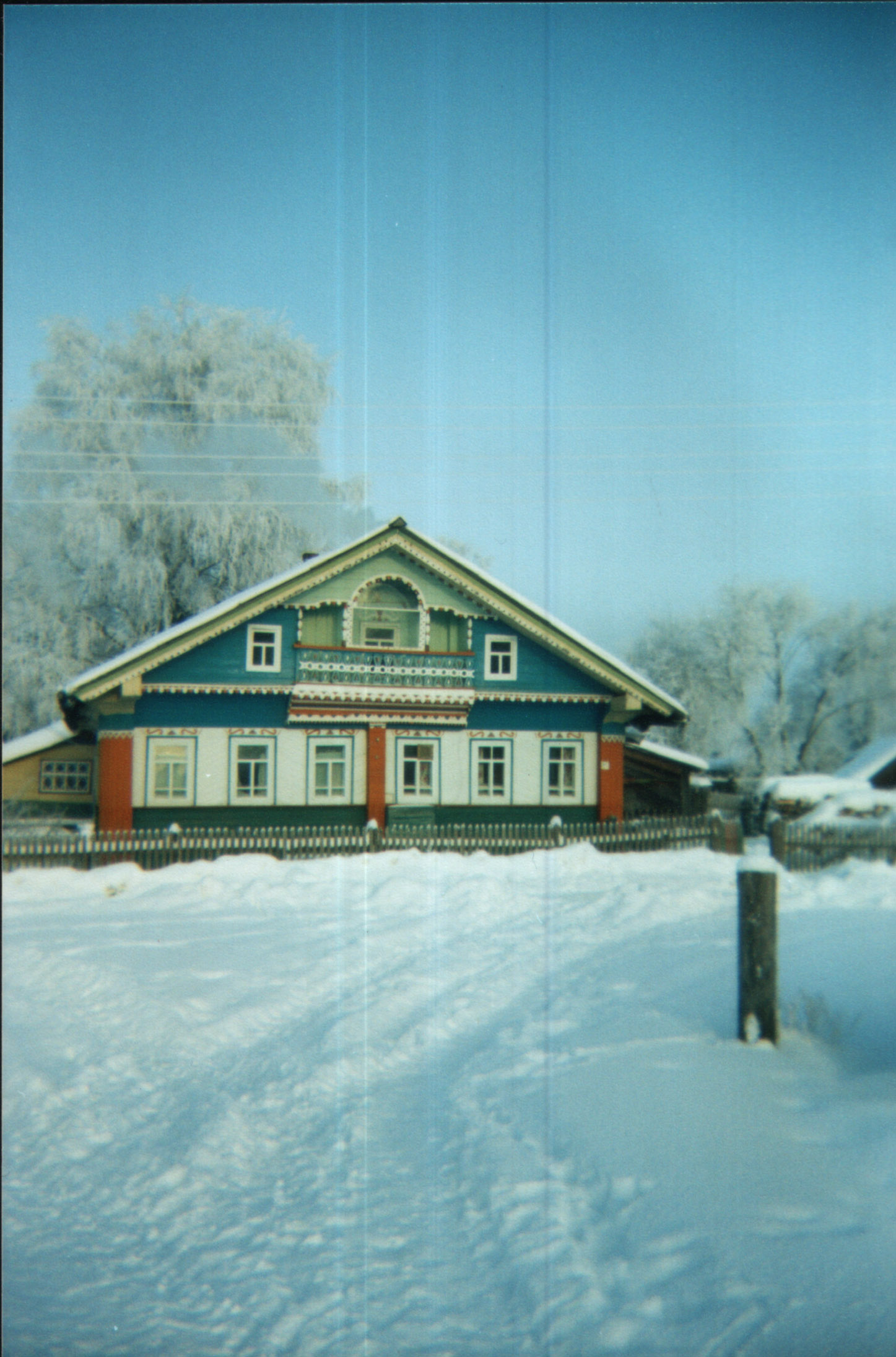
«Зимняя сказка»
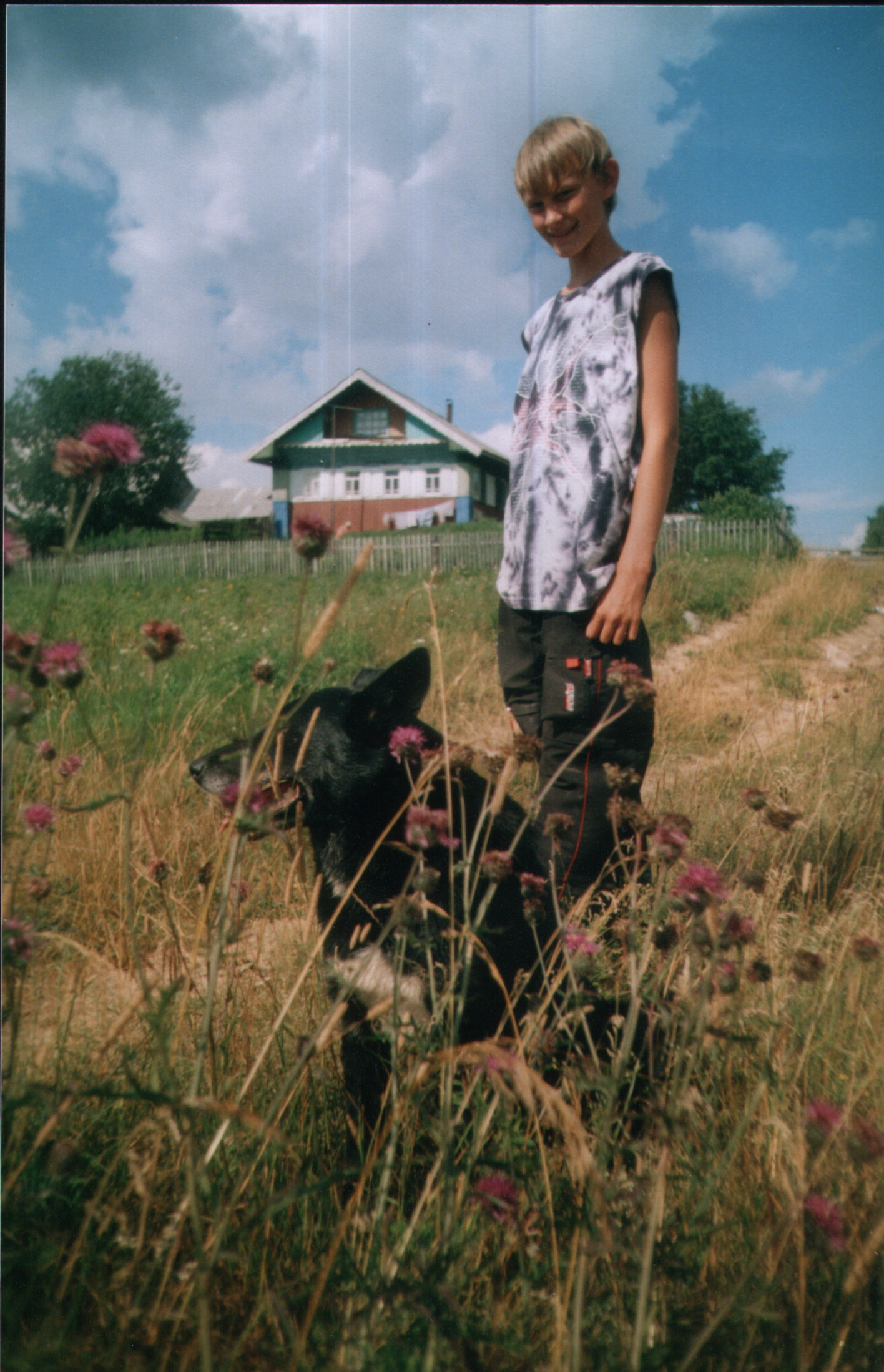
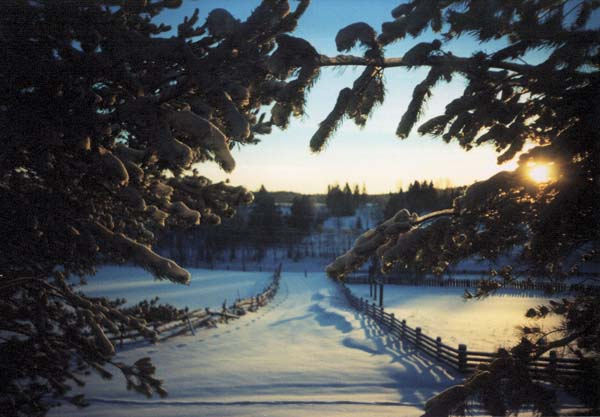
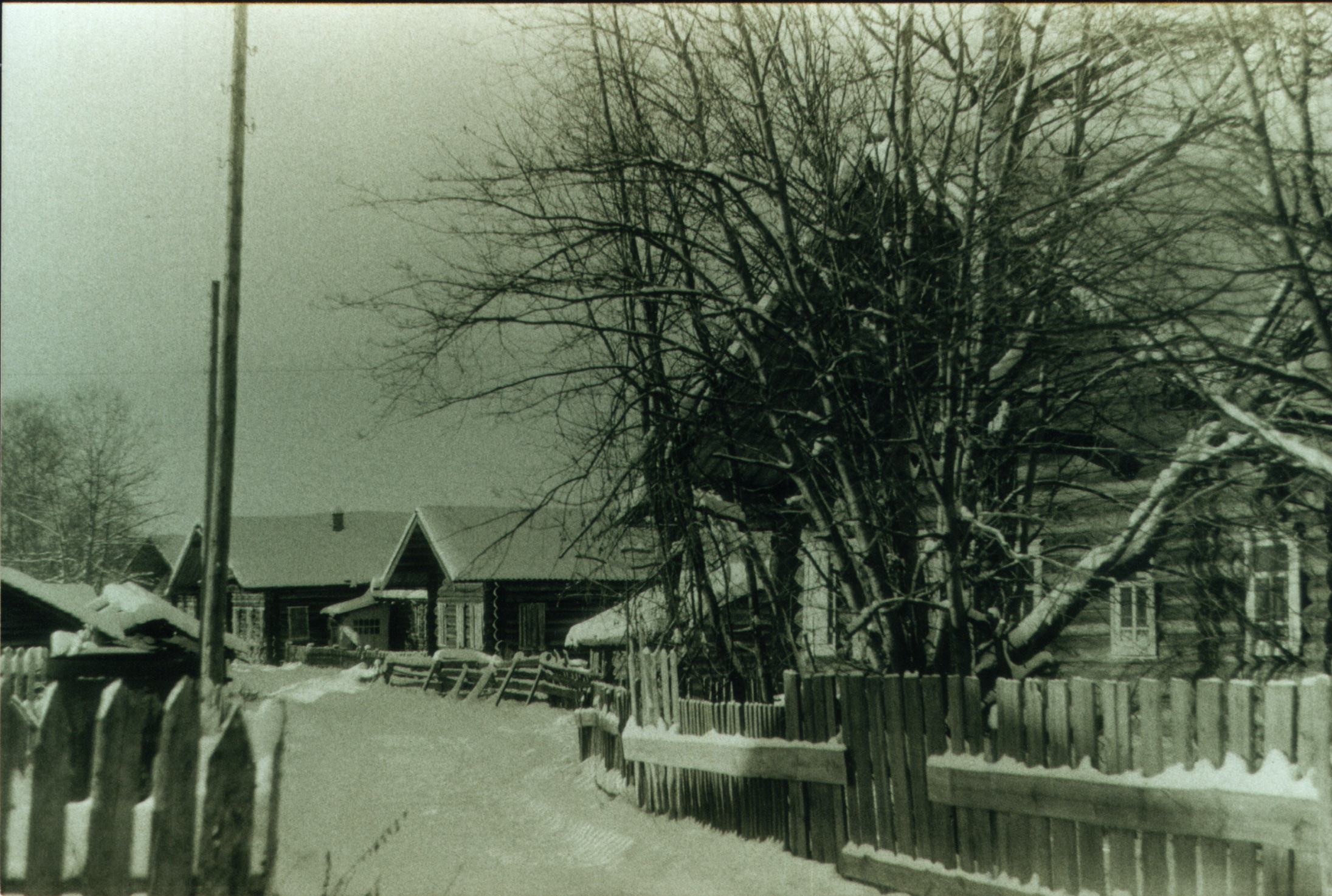
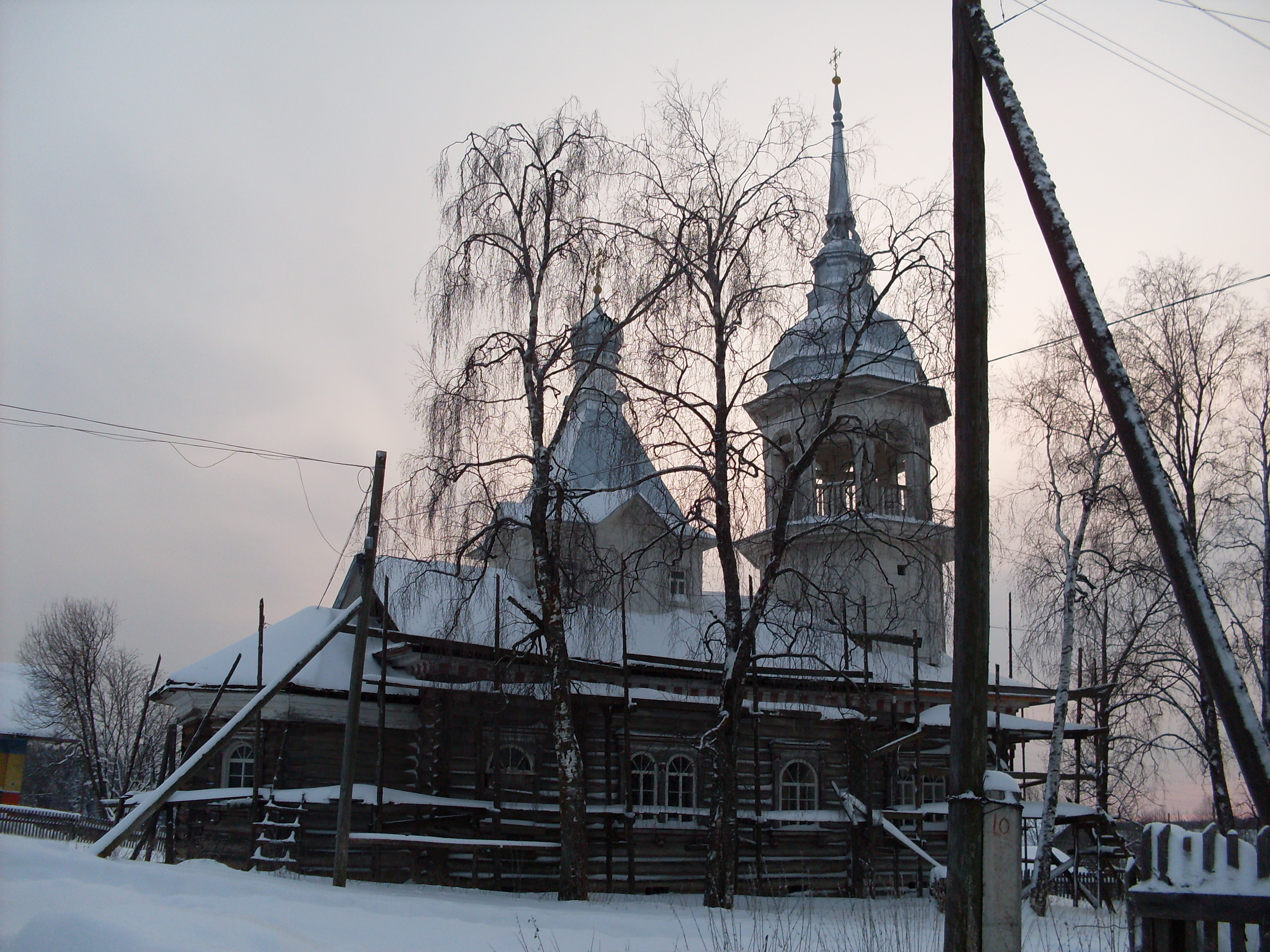
Церковь в д. Логдуз
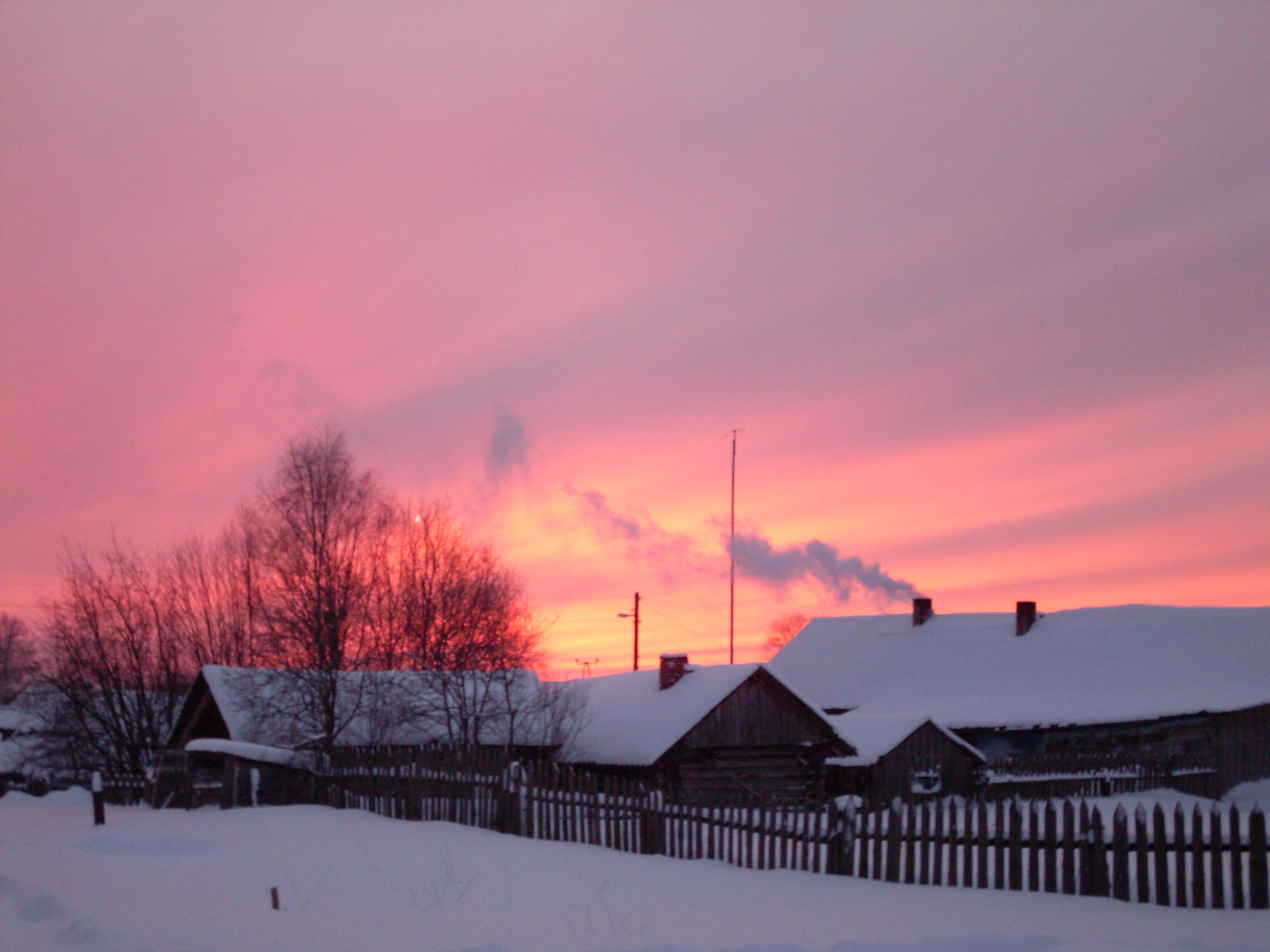
Зимний закат в Логдузе